# Rietheim (Argóvia)
Rietheim é uma comuna da Suíça, situada no distrito de Zurzach, no cantão de Argóvia. Tem 3,92 km² de área e sua população em 2018 foi estimada em 725 habitantes.